# Marathon van Dubai 2012
De marathon van Dubai 2012 werd gelopen op vrijdag 21 januari 2012. Het was de dertiende editie van deze marathon.
Acht atleten finishten binnen de 2:06.00. De overwinning bij de mannen ging naar de Ethiopiër Ayele Abshero. Met een tijd van 2:04.23 verbeterde hij het parcoursrecord, dat sinds 2008 in handen was van Haile Gebrselassie. Voor zijn overwinning ontving hij $ 250.000,-. Bij de vrouwen maakte net als het jaar ervoor de Ethiopische Aselefech Mergia de dienst uit. Ze schreef de wedstrijd op haar naam in 2:19.31 en bleef hiermee de Keniaanse Lucy Wangui drie seconden voor. En passant verbeterde ze hiermee het parcoursrecord.
In totaal finishten er 1575 marathonlopers, waarvan 1238 mannen en 337 vrouwen.

## Uitslagen

### Mannen
| rang   | naam                  | land | tijd    |
| ------ | --------------------- | ---- | ------- |
| Goud   | Ayele Abshero         | ETH  | 2:04.23 |
| Zilver | Dino Sefir            | ETH  | 2:04.50 |
| Brons  | Markos Geneti         | ETH  | 2:04.54 |
| 4      | Jonathan Maiyo        | KEN  | 2:04.56 |
| 5      | Tadese Tola           | ETH  | 2:05.10 |
| 6      | Dadi Gemeda           | ETH  | 2:05.41 |
| 7      | Abdullah Dawit        | ETH  | 2:05.42 |
| 8      | Deressa Edae          | ETH  | 2:05.42 |
| 9      | Tola Seboka           | ETH  | 2:06.17 |
| 10     | Yemane Tsegay         | ETH  | 2:06.29 |
| 11     | Eshetu Wendimu        | ETH  | 2:07.28 |
| 12     | Moses Kigen Kipkosgei | KEN  | 2:07.45 |
| 13     | Bazu Worku            | ETH  | 2:07.48 |
| 14     | Julius Ndiritu        | KEN  | 2:08.01 |
| 15     | Stephen Kibiwott      | KEN  | 2:08.11 |
| 16     | Michael Mutai         | KEN  | 2:09.18 |
| 17     | Chala Dechase         | ETH  | 2:09.22 |
| 18     | Hendrick Ramaala      | RSA  | 2:12.12 |
| 19     | Mohamed Bakhet        | QAT  | 2:12.14 |
| 20     | Mekuant Gebre         | ETH  | 2:12.19 |
| 21     | Dereje Gebrehiwot     | ETH  | 2:12.34 |
| 22     | Urige Buta            | NOR  | 2:12.46 |
| 23     | James Kibocha         | FRA  | 2:12.50 |
| 24     | Philip Kiplagat       | KEN  | 2:13.59 |
| 25     | Abebe Dinkesa         | ETH  | 2:14.33 |

### Vrouwen
| rang   | naam                 | land | tijd    |
| ------ | -------------------- | ---- | ------- |
| Goud   | Aselefech Mergia     | ETH  | 2:19.31 |
| Zilver | Lucy Wangui          | KEN  | 2:19.34 |
| Brons  | Mare Dibaba          | ETH  | 2:19.52 |
| 4      | Bezunesh Bekele      | ETH  | 2:20.30 |
| 5      | Aberu Kebede         | ETH  | 2:20.33 |
| 6      | Lydia Cheromei       | KEN  | 2:21.30 |
| 7      | Sharon Cherop        | KEN  | 2:22.39 |
| 8      | Atsede Baysa         | ETH  | 2:23.13 |
| 9      | Mamitu Daska         | ETH  | 2:24.24 |
| 10     | Isabellah Andersson  | SWE  | 2:25.41 |
| 11     | Mulu Seboka          | ETH  | 2:25.45 |
| 12     | Shitaye Bedaso       | ETH  | 2:27.14 |
| 13     | Yeshimebet Tadesse   | ETH  | 2:27.50 |
| 14     | Beata Naigambo       | NAM  | 2:29.20 |
| 15     | Aheza Kiros          | ETH  | 2:33.21 |
| 16     | Tsehay Gebre         | ETH  | 2:39.43 |
| 17     | Anne-Mari Hyryläinen | FIN  | 2:55.52 |

2000 ·
2001 ·
2002 ·
2003 ·
2004 ·
2005 ·
2006 ·
2007 ·
2008 ·
2009 ·
2010 ·
2011 ·
2012 ·
2013 · 
2014 · 
2015 ·
2016 ·
2017